# Microdon mutabilis
Microdon mutabilis is een vliegensoort uit de familie van de zweefvliegen (Syrphidae). De wetenschappelijke naam is gepubliceerd in 1758 door Linnaeus in de tiende editie van Systema naturae. 